# Pensamento

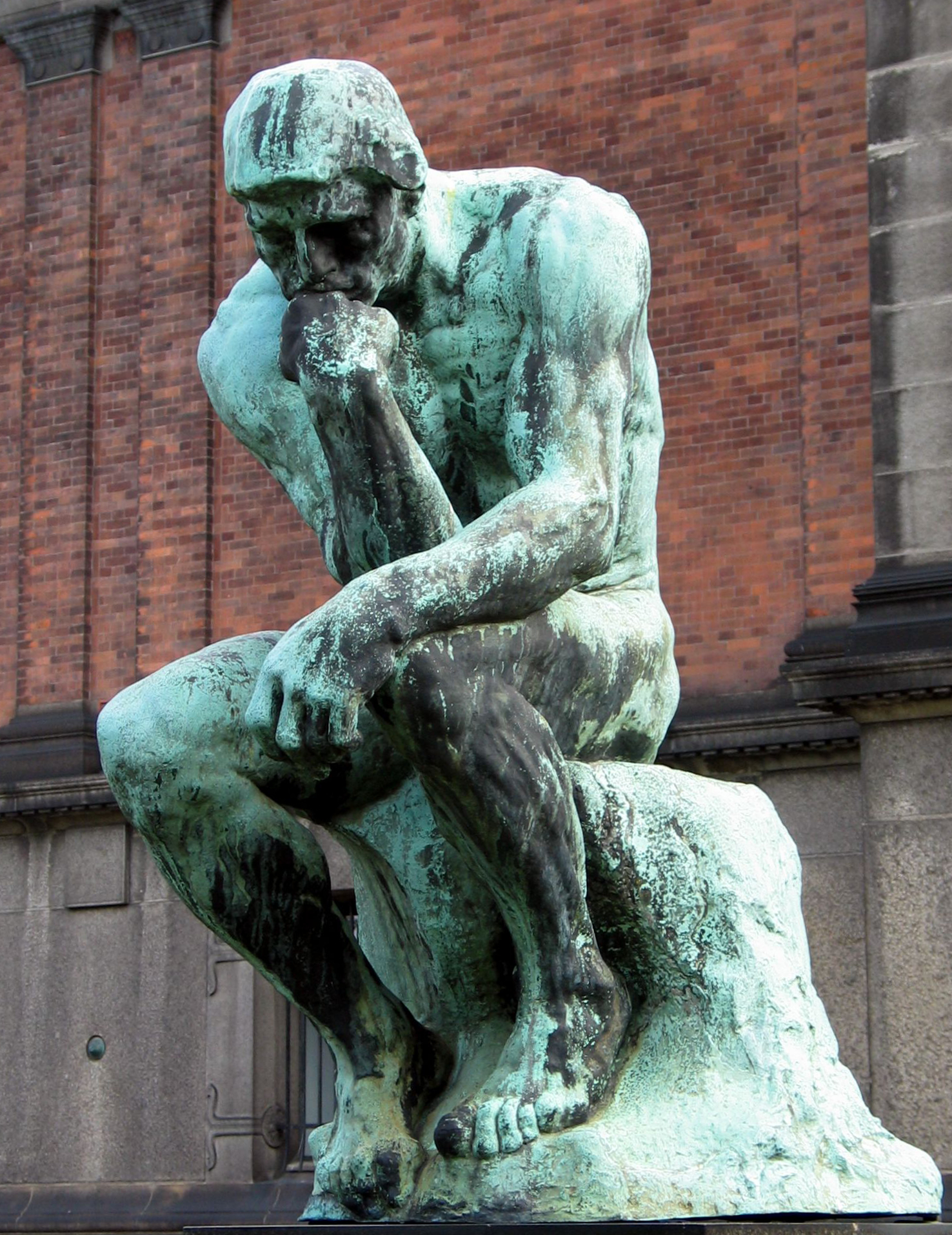
O Pensador de Auguste Rodin.

Em seu sentido mais comum, os termos pensamento e pensar referem-se a processos cognitivos conscientes que podem acontecer independentemente da estimulação sensorial. Suas formas mais paradigmáticas são o juízo, o raciocínio, a formação de conceitos, a resolução de problemas e a deliberação. Mas outros processos mentais, como considerar uma ideia, memória ou imaginação, também são frequentemente incluídos. Estes processos podem acontecer internamente independentemente dos órgãos sensoriais, ao contrário da percepção. Mas quando entendido no sentido mais amplo, qualquer evento mental pode ser entendido como uma forma de pensamento, incluindo a percepção e os processos mentais inconscientes. Em um sentido ligeiramente diferente, o termo pensamento não se refere aos processos mentais em si, mas aos estados mentais ou sistemas de ideias provocados por esses processos.
Várias teorias de pensamento foram propostas. Eles visam captar os traços característicos do pensamento. Os platonistas sustentam que o pensamento consiste em discernir e inspecionar as formas platônicas e suas inter-relações. Envolve a habilidade de discriminar entre as formas platônicas puras e as meras imitações encontradas no mundo sensorial. De acordo com o aristotelismo, pensar em algo é instanciar na mente a essência universal do objeto do pensamento. Estes universais são abstraídos da experiência sensorial e não são entendidos como existentes em um mundo inteligível imutável, em contraste com o platonismo. O conceitualismo está intimamente relacionado ao aristotelismo: identifica o pensamento com a evocação mental de conceitos, em vez de instanciar essências. As teorias de fala interna afirmam que o pensamento é uma forma de fala interna na qual as palavras são silenciosamente expressas na mente do pensador. De acordo com alguns relatos, isto acontece em uma língua regular, como inglês ou francês. A hipótese da linguagem do pensamento, por outro lado, sustenta que isto acontece no meio de uma linguagem mental única chamada mentalês. Central para essa ideia é que os sistemas de representação linguística são construídos a partir de representações atômicas e compostas, e que esta estrutura também é encontrada no pensamento. Os associacionistas entendem o pensamento como a sucessão de ideias ou imagens. Eles estão particularmente interessados nas leis de associação que governam como o trem de pensamento se desenvolve. Os behavioristas, por outro lado, identificam o pensamento com as disposições comportamentais para se engajar em comportamentos inteligentes públicos como uma reação a estímulos externos particulares. O computacionalismo é a mais recente destas teorias. Ele vê o pensamento em analogia a como os computadores funcionam em termos de armazenamento, transmissão e processamento de informações.
Vários tipos de pensamento são discutidos na literatura acadêmica. Um juízo é uma operação mental na qual uma proposição é evocada e depois afirmada ou negada. O raciocínio, por outro lado, é o processo de tirar conclusões a partir de premissas ou evidências. Tanto o juízo quanto o raciocínio dependem da possessão dos conceitos relevantes, que são adquiridos no processo de formação de conceitos. No caso da resolução de problemas, o pensamento visa alcançar um objetivo predefinido, superando certos obstáculos. A deliberação é uma forma importante de pensamento prático que consiste em formular possíveis cursos de ação e avaliar as razões a favor e contra eles. Isto pode levar a uma decisão, escolhendo a opção mais favorável. Tanto a memória episódica quanto a imaginação apresentam objetos e situações internamente, na tentativa de reproduzir com precisão o que foi experimentado anteriormente ou como um rearranjo livre, respectivamente. O pensamento inconsciente é o pensamento que acontece sem ser experimentado diretamente. Às vezes é postulado para explicar como os problemas difíceis são resolvidos em casos onde não foi empregado o pensamento consciente.
O pensamento é discutido em várias disciplinas acadêmicas. A fenomenologia está interessada na experiência de pensar. Uma questão importante neste campo diz respeito ao caráter experiencial do pensamento e até que ponto este caráter pode ser explicado em termos de experiência sensorial. A metafísica está, entre outras coisas, interessada na relação entre a mente e a matéria. Isto diz respeito à questão de como o pensamento pode se encaixar no mundo material, como descrito pelas ciências naturais. A psicologia cognitiva tem como objetivo entender o pensamento como uma forma de processamento de informações. A psicologia do desenvolvimento, por outro lado, investiga o desenvolvimento do pensamento desde o nascimento até a maturidade e pergunta de quais fatores este desenvolvimento depende. A psicanálise enfatiza o papel do inconsciente na vida mental. Outros campos relacionados ao pensamento incluem linguística, neurociência, inteligência artificial, biologia e sociologia. Vários conceitos e teorias estão intimamente relacionados com o tema do pensamento. O termo "lei do pensamento" se refere a três leis fundamentais da lógica: o princípio da não-contradição, o princípio do terceiro excluído e o princípio da identidade. O pensamento contrafactual envolve representações mentais de situações e eventos não reais nos quais o pensador tenta avaliar o que seria o caso se as coisas tivessem sido diferentes. Os experimentos mentais frequentemente empregam o pensamento contrafactual para ilustrar teorias ou para testar sua plausibilidade. O pensamento crítico é uma forma de pensamento que é razoável, reflexiva e focada em determinar o que acreditar ou como agir. O pensamento positivo envolve focar a atenção nos aspectos positivos da própria situação e está intimamente relacionado ao otimismo.

## Definição
Os termos "pensamento" e "pensar" referem-se a uma ampla variedade de atividades psicológicas. Em seu sentido mais comum, são entendidos como processos conscientes que podem acontecer independentemente da estimulação sensorial. Isto inclui vários processos mentais diferentes, como considerar uma ideia ou proposição, ou julgá-la como verdadeira. Neste sentido, a memória e a imaginação são formas de pensamento, mas a percepção não é. Em um sentido mais restrito, apenas os casos mais paradigmáticos são considerados pensamento. Estes envolvem processos conscientes que são conceituais ou linguísticos e suficientemente abstratos, como julgar, inferir, resolver problemas e deliberar. Às vezes os termos "pensamento" e "pensar" são entendidos em um sentido muito amplo como referindo-se a qualquer forma de processo mental, consciente ou inconsciente. Neste sentido, pode ser usado como sinônimo do termo "mente". Este uso é encontrado, por exemplo, na tradição cartesiana, onde as mentes são entendidas como coisas pensantes, e nas ciências cognitivas. Mas este sentido pode incluir a restrição de que tais processos têm que levar a um comportamento inteligente para ser considerado pensamento. Um contraste às vezes encontrado na literatura acadêmica é o que existe entre pensar e sentir. Neste contexto, o pensamento está associado a uma abordagem sóbria, desapaixonada e racional de seu tema, enquanto o sentimento implica um envolvimento emocional direto.
Os termos "pensamento" e "pensar" também podem ser usados para se referir não aos processos mentais em si, mas aos estados mentais ou sistemas de ideias provocados por esses processos. Neste sentido, muitas vezes são sinônimos do termo "crença" e seus cognatos e podem se referir aos estados mentais que pertencem a um indivíduo ou são comuns entre um certo grupo de pessoas. As discussões de pensamento na literatura acadêmica muitas vezes deixam implícito qual sentido do termo eles têm em mente.

## Teorias do pensamento
Várias teorias do pensamento foram propostas. Visam captar os traços característicos do pensamento. As teorias listadas aqui não são exclusivas: pode ser possível combinar algumas sem levar a uma contradição.

### Platonismo
De acordo com o platonismo, o pensamento é uma atividade espiritual na qual as formas platônicas e suas inter-relações são discernidas e inspecionadas. Essa atividade é entendida como uma forma de fala interna silenciosa na qual a alma fala consigo mesma. As formas platônicas são vistas como universais que existem em um âmbito de realidade imutável, diferente do mundo sensível. Exemplos incluem as formas de bondade, beleza, unidade e igualdade. Nesta visão, a dificuldade de pensar consiste em ser capaz de captar as formas platônicas e distingui-las como originais das meras imitações encontradas no mundo sensorial. Isto significa, por exemplo, distinguir a beleza em si mesma das imagens derivadas da beleza. Um problema para esta visão é explicar como os humanos podem aprender e pensar sobre as formas platônicas pertencentes a um âmbito de realidade diferente. O próprio Platão tenta resolver este problema através de sua teoria da reminiscência, segundo a qual a alma já estava em contato com as formas platônicas antes e, portanto, é capaz de lembrar como elas são. Mas esta explicação depende de várias suposições geralmente não aceitas no pensamento contemporâneo.

### Aristotelismo e conceitualismo
Os aristotélicos sustentam que a mente é capaz de pensar em algo instanciando a essência do objeto do pensamento. Assim, enquanto pensa em árvores, a mente instancia a arvoridade. Esta instanciação não acontece na matéria como é o caso das árvores reais, mas na mente, embora a essência universal instanciada em ambos os casos é a mesma. Em contraste com o platonismo, estes universais não são entendidos como formas platônicas existentes em um mundo inteligível imutável. Em vez disso, eles só existem na medida em que são instanciados. A mente aprende a discriminar universais através da abstração da experiência. Esta explicação evita várias das objeções levantadas contra o platonismo.
O conceitualismo está intimamente relacionado com o aristotelismo. Sustenta que o pensamento consiste em evocar conceitos mentalmente. Alguns destes conceitos podem ser inatos, mas a maioria tem que ser aprendida através da abstração da experiência sensorial antes de poder ser usada no pensamento.
Foi argumentado contra estes pontos de vista que têm problemas em explicar a forma lógica do pensamento. Por exemplo, para pensar que vai chover ou nevar, não é suficiente instanciar as essências da chuva e da neve ou evocar os conceitos correspondentes. A razão disto é que a relação disjuntiva entre a chuva e a neve não é captada desta maneira. Outro problema compartilhado por essas posições é a dificuldade de dar uma explicação satisfatória de como essências ou conceitos são aprendidos pela mente através da abstração.

### Teoria de fala interna
As teorias de fala interna afirmam que o pensamento é uma forma de fala interna. Esta visão é às vezes chamada de nominalismo psicológico. Afirma que pensar envolve evocar palavras silenciosamente e conectá-las para formar sentenças mentais. O conhecimento que uma pessoa tem de seus pensamentos pode ser explicado como uma forma de ouvir o próprio monólogo silencioso. Três aspectos centrais são frequentemente atribuídos à fala interna: é semelhante a ouvir sons em um sentido importante, envolve o uso da linguagem e constitui um plano motor que poderia ser usado para a fala real. Essa conexão com a linguagem é apoiada pelo fato de que o pensamento é frequentemente acompanhado por atividade muscular nos órgãos da fala. Esta atividade pode facilitar o pensamento em certos casos, mas não é necessária para ele em geral. De acordo com alguns relatos, o pensamento não acontece em uma língua comum, como inglês ou francês, mas tem seu próprio tipo de linguagem com os símbolos e sintaxe correspondentes. Esta teoria é conhecida como a hipótese da linguagem do pensamento.
A teoria de fala interna tem uma forte plausibilidade inicial, já que a introspecção sugere que, de fato, muitos pensamentos são acompanhados pela fala interna. Mas seus oponentes geralmente afirmam que isto não é verdade para todos os tipos de pensamento. Argumentou-se, por exemplo, que as formas de sonhar acordado constituem pensamento não linguístico. Este assunto é relevante para a questão de saber se os animais têm a capacidade de pensar. Se o pensamento está necessariamente ligado à linguagem, isto sugeriria que há uma lacuna importante entre humanos e animais, já que apenas os humanos têm uma linguagem suficientemente complexa. Mas a existência de pensamentos não linguísticos sugere que esta lacuna pode não ser tão grande e que alguns animais realmente pensam.

#### Hipótese da linguagem do pensamento
Existem várias teorias sobre a relação entre linguagem e pensamento. Uma versão proeminente na filosofia contemporânea é chamada de hipótese da linguagem do pensamento. Afirma que o pensamento acontece no meio de uma linguagem mental. Esta linguagem, muitas vezes referida como mentalês, é semelhante às linguagens regulares em vários aspectos: é composta de palavras que estão ligadas umas às outras de maneira sintática para formar sentenças. Esta afirmação não se baseia apenas em uma analogia intuitiva entre linguagem e pensamento. Em vez disso, fornece uma definição clara das características que um sistema representacional deve incorporar para ter uma estrutura linguística. No nível da sintaxe, o sistema representacional tem que possuir dois tipos de representações: representações atômicas e compostas. As representações atômicas são básicas, enquanto as representações compostas são constituídas ou por outras representações compostas, ou por representações atômicas. No nível da semântica, o conteúdo semântico ou o significado das representações compostas deve depender do conteúdo semântico dos seus constituintes. Um sistema representacional é estruturado linguisticamente se cumprir estes dois requisitos.
A hipótese da linguagem do pensamento afirma que o mesmo é verdade para o pensamento em geral. Isto significaria que o pensamento é composto por certos constituintes representacionais atômicos que podem ser combinados como descrito acima. Além desta caracterização abstrata, nenhuma outra afirmação concreta é feita sobre como o pensamento humano é implementado pelo cérebro ou quais outras semelhanças com a linguagem natural ele tem. A hipótese da linguagem do pensamento foi introduzida pela primeira vez por Jerry Fodor. Ele argumenta a favor desta afirmação ao sustentar que ela constitui a melhor explicação dos traços característicos do pensamento. Uma dessas características é a produtividade: um sistema de representações é produtivo se puder gerar um número infinito de representações únicas com base em um baixo número de representações atômicas. Isto se aplica ao pensamento, já que seres humanos são capazes de entreter um número infinito de pensamentos distintos, apesar de suas capacidades mentais serem bastante limitadas. Outros traços característicos do pensamento incluem a sistematicidade e a coerência inferencial. Fodor argumenta que a hipótese da linguagem do pensamento é verdadeira porque explica como o pensamento pode ter essas características e porque não há uma boa explicação alternativa. Alguns argumentos contra a hipótese da linguagem do pensamento são baseados em redes neurais, que são capazes de produzir comportamento inteligente sem depender de sistemas representacionais. Outras objeções concentram-se na ideia de que algumas representações mentais acontecem de forma não linguística, por exemplo, na forma de mapas ou imagens.
Os computacionalistas estão especialmente interessados na hipótese da linguagem do pensamento, pois fornece formas de preencher a lacuna entre o pensamento no cérebro humano e os processos computacionais implementados pelos computadores. A razão disto é que processos sobre representações que respeitam a sintaxe e a semântica, como inferências segundo o modus ponens, podem ser implementados por sistemas físicos usando relações causais. Os mesmos sistemas linguísticos podem ser implementados através de diferentes sistemas materiais, como cérebros ou computadores. Desta forma, os computadores podem pensar.

### Associacionismo
Uma visão importante na tradição empirista é o associacionismo, a visão de que o pensamento consiste na sucessão de ideias ou imagens. Esta sucessão é vista como sendo governada por leis de associação, que determinam como a linha do pensamento se desenrola. Estas leis são diferentes das relações lógicas entre os conteúdos dos pensamentos, que são encontradas no caso de tirar inferências ao passar do pensamento das premissas para o pensamento da conclusão. Várias leis de associação foram sugeridas. De acordo com as leis de semelhança e contraste, as ideias tendem a evocar outras ideias que são muito semelhantes a elas ou seu oposto. A lei da contiguidade, por outro lado, afirma que se duas ideias foram frequentemente experimentadas juntas, então a experiência de uma tende a causar a experiência da outra. Neste sentido, a história da experiência de um organismo determina quais pensamentos o organismo tem e como estes pensamentos se desenvolvem. Mas tal associação não garante que a conexão seja significativa ou racional. Por exemplo, devido à associação entre os termos "frio" e "Idaho", o pensamento "este café é frio" pode levar ao pensamento "a Rússia deve anexar Idaho".
Uma forma de associacionismo é o imagismo. Afirma que pensar envolve entreter uma sequência de imagens em que imagens anteriores evocam imagens posteriores com base nas leis da associação. Um problema com esta visão é que podemos pensar em coisas que não podemos imaginar. Isto é especialmente relevante quando o pensamento envolve objetos muito complexos ou infinitos, o que é comum, por exemplo, no pensamento matemático. Uma crítica dirigida ao associacionismo em geral é que sua afirmação é abrangente demais. Há um amplo consenso de que os processos associativos estudados pelos associacionistas desempenham algum papel na forma como o pensamento se desenrola. Mas a alegação de que este mecanismo é suficiente para compreender todo pensamento ou todos os processos mentais geralmente não é aceita.

### Behaviorismo
De acordo com o behaviorismo, o pensamento consiste em disposições comportamentais para se envolver em certos comportamentos publicamente observáveis como reação a estímulos externos particulares. Nesta visão, ter um pensamento particular é o mesmo que ter uma disposição para se comportar de uma certa maneira. Esta visão é frequentemente motivada por considerações empíricas: é muito difícil estudar o pensamento como um processo mental privado, mas é muito mais fácil estudar como os organismos reagem a uma certa situação com um determinado comportamento. Neste sentido, a capacidade de resolver problemas não através dos hábitos existentes, mas através de novas abordagens criativas é particularmente relevante. O termo "behaviorismo" às vezes também é usado em um sentido ligeiramente diferente quando aplicado ao pensamento para se referir a uma forma específica de teoria de fala interna. Esta visão se concentra na ideia de que a fala interna relevante é uma forma derivada da fala externa regular. Este sentido se sobrepõe a como o behaviorismo é entendido mais comumente na filosofia da mente, já que estes atos de fala interna não são observados pelo pesquisador, mas meramente inferidos a partir do comportamento inteligente do sujeito. Isto permanece fiel ao princípio behaviorista geral de que a evidência comportamental é necessária para qualquer hipótese psicológica.
Um problema para o behaviorismo é que a mesma entidade muitas vezes se comporta de maneira diferente, apesar de estar na mesma situação de antes. Este problema consiste no fato de que pensamentos individuais ou estados mentais geralmente não correspondem a um comportamento particular. Assim, pensar que a torta é saborosa não leva automaticamente a comê-la, já que vários outros estados mentais ainda podem inibir este comportamento, por exemplo, a crença de que seria indelicado fazê-lo ou que a torta está envenenada.

### Computacionalismo
As teorias computacionalista do pensamento, frequentemente encontradas nas ciências cognitivas, entendem o pensamento como uma forma de processamento de informações. Estas visões se desenvolveram com o surgimento dos computadores na segunda parte do século XX, quando vários teóricos viram o pensamento em analogia com as operações dos computadores. Em tais pontos de vista, as informações podem ser codificadas de forma diferente no cérebro, mas, em princípio, as mesmas operações ocorrem lá também, correspondendo ao armazenamento, transmissão e processamento de informações. Mas, embora esta analogia tem alguma atração intuitiva, os teóricos lutam para dar uma explicação mais explícita do que é a computação. Outro problema consiste em explicar o sentido em que o pensamento é uma forma de computação. A visão tradicionalmente dominante define a computação em termos de máquinas de Turing, embora os relatos contemporâneos muitas vezes se concentrem em redes neurais para suas analogias. Uma máquina de Turing é capaz de executar qualquer algoritmo baseando-se em alguns princípios muito básicos, tais como ler um símbolo de uma célula, escrever um símbolo em uma célula e executar instruções com base nos símbolos lidos. Desta maneira, é possível realizar o raciocínio dedutivo seguindo as regras de inferência da lógica formal, além de simular muitas outras funções da mente, como processamento da linguagem, tomada de decisões e controle motor. Mas o computacionalismo não afirma apenas que o pensamento é, em algum sentido, semelhante à computação. Em vez disso, afirma que pensar é apenas uma forma de computação ou que a mente é uma máquina de Turing.
As teorias computacionalistas do pensamento são às vezes divididas em abordagens funcionalistas e representacionalistas. As abordagens funcionalistas definem os estados mentais através de seus papéis causais, mas permitem tanto eventos externos quanto internos em sua rede causal. O pensamento pode ser visto como uma forma de programa que pode ser executado da mesma maneira por muitos sistemas diferentes, incluindo humanos, animais e até robôs. De acordo com uma dessas visões, se algo é um pensamento depende apenas de seu papel "na produção de mais estados internos e saídas verbais". O representacionalismo, por outro lado, enfoca as características representacionais dos estados mentais e define os pensamentos como sequências de estados mentais intencionais. Neste sentido, o computacionalismo é frequentemente combinado com a hipótese da linguagem do pensamento ao interpretar estas sequências como símbolos cuja ordem é regida por regras sintáticas.
Vários argumentos foram levantados contra o computacionalismo. Em um sentido, parece trivial, já que quase qualquer sistema físico pode ser descrito como executando computações e, portanto, como pensando. Por exemplo, foi argumentado que os movimentos moleculares em uma parede regular podem ser entendidos como a computação de um algoritmo, já que são "isomórficos à estrutura formal do programa" em questão sob a interpretação correta. Isto levaria à conclusão implausível de que a parede está pensando. Outra objeção se concentra na ideia de que o computacionalismo capta apenas alguns aspectos do pensamento, mas é incapaz de explicar outros aspectos cruciais da cognição humana.

## Tipos de pensamento
Uma grande variedade de tipos de pensamento é discutida na literatura acadêmica. Uma abordagem comum os divide naquelas formas que visam a criação de conhecimento teórico e naquelas que visam a produção de ações ou decisões corretas. Mas não existe uma taxonomia universalmente aceita que resuma todos esses tipos. Em alguns casos, o mesmo pensamento particular pode pertencer a diferentes categorias ao mesmo tempo. Também pode depender da definição de pensamento se alguns dos tipos listados aqui realmente se qualificam como pensamento.

### Entreter, julgar e raciocinar
Pensar é muitas vezes identificado com o ato de julgar. Um juízo é uma operação mental na qual uma proposição é evocada e depois afirmada ou negada. Envolve decidir em que acreditar e visa determinar se a proposição julgada é verdadeira ou falsa. Várias teorias de juízo foram propostas. A abordagem tradicionalmente dominante é a teoria da combinação. Afirma que os juízos consistem na combinação de conceitos. Nesta visão, julgar que "todos os homens são mortais" é combinar os conceitos "homem" e "mortal". Os mesmos conceitos podem ser combinados de diferentes maneiras, correspondendo a diferentes formas de juízo, por exemplo, como "alguns homens são mortais" ou "nenhum homem é mortal".
Outras teorias do juízo se concentram mais na relação entre a proposição julgada e a realidade. Segundo Franz Brentano, um juízo é uma crença ou uma descrença na existência de alguma entidade. Neste sentido, existem apenas duas formas fundamentais de juízo: "A existe" e "A não existe". Quando aplicada à frase "todos os homens são mortais", a entidade em questão é "homens imortais", dos quais se diz que não existem. Importante para Brentano é a distinção entre a mera representação do conteúdo do juízo e a afirmação ou a negação do conteúdo. A mera representação de uma proposição é muitas vezes referida como "entreter uma proposição". Este é o caso, por exemplo, quando se considera uma proposição, mas ainda não se decidiu se é verdadeira ou falsa. O termo "pensar" pode se referir tanto a julgar como a mero entreter. Esta diferença é muitas vezes explícita na forma como o pensamento é expresso: "pensar que" geralmente envolve um juízo, enquanto "pensar em" refere-se à representação neutra de uma proposição sem uma crença associada. Neste caso, a proposição é meramente entretida, mas ainda não julgada. Algumas formas de pensamento podem envolver a representação de objetos sem qualquer proposição, como quando alguém está pensando em sua avó.
O raciocínio é uma das formas mais paradigmáticas do pensamento. É o processo de tirar conclusões a partir de premissas ou evidências. Os tipos de raciocínio podem ser divididos em raciocínio dedutivo e não dedutivo. O raciocínio dedutivo é governado por certas regras de inferência, que garantem a verdade da conclusão se as premissas são verdadeiras. Por exemplo, dadas as premissas "todos os homens são mortais" e "Sócrates é um homem", segue-se dedutivamente que "Sócrates é mortal". O raciocínio não dedutivo, também conhecido como raciocínio derrotável ou raciocínio não monotônico, ainda é racionalmente convincente, mas a verdade da conclusão não é garantida pela verdade das premissas. A indução é uma forma de raciocínio não dedutivo, por exemplo, quando se conclui que "o sol nascerá amanhã" com base nas experiências de todos os dias anteriores. Outras formas de raciocínio não dedutivo incluem a inferência à melhor explicação e o raciocínio analógico.
As falácias são formas defeituosas de pensamento que vão contra as normas de raciocínio correto. As falácias formais dizem respeito a inferências defeituosas encontradas no raciocínio dedutivo. Negar o antecedente é um tipo de falácia formal, por exemplo: "Se Otelo é solteiro, então ele é homem. Otelo não é solteiro. Portanto, Otelo não é homem". As falácias informais, por outro lado, aplicam-se a todos os tipos de raciocínio. A fonte de sua falha se encontra no conteúdo ou no contexto do argumento. Isto é muitas vezes causado por expressões ambíguas ou vagas na linguagem natural, como em "Os veleiros usam velas. As velas são feitas de cera. Portanto, os veleiros usam cera." Um aspecto importante das falácias é que elas parecem ser racionalmente convincentes à primeira vista e, assim, seduzem as pessoas a aceitá-las e cometê-las. Se um ato de raciocínio constitui uma falácia não depende de se as premissas são verdadeiras ou falsas, mas de sua relação com a conclusão e, em alguns casos, do contexto.

### Formação de conceitos
Conceitos são noções gerais que constituem os elementos fundamentais do pensamento. São regras que governam como os objetos são ordenados em diferentes classes. Uma pessoa só pode pensar em uma proposição se possuir os conceitos envolvidos nesta proposição. Por exemplo, a proposição "vombates são animais" envolve os conceitos "vombate" e "animal". Alguém que não possui o conceito "vombate" ainda pode ser capaz de ler a frase, mas não pode entreter a proposição correspondente. A formação de conceitos é uma forma de pensar na qual novos conceitos são adquiridos. Envolve familiarizar-se com os traços característicos compartilhados por todas as instâncias do tipo de entidade correspondente e desenvolver a capacidade de identificar casos positivos e negativos. Este processo geralmente corresponde ao aprendizado do significado da palavra associada ao tipo em questão. Existem várias teorias sobre como os conceitos e a possessão de conceitos devem ser entendidos.
De acordo com uma visão popular, os conceitos devem ser entendidos em termos de habilidades. Nesta visão, dois aspectos centrais caracterizam a possessão de conceitos: a habilidade de discriminar entre casos positivos e negativos, e a habilidade de tirar inferências deste conceito a conceitos relacionados. A formação de conceitos corresponde à aquisição dessas habilidades. Foi sugerido que os animais também são capazes de aprender conceitos em certa medida. Isto se deve à sua capacidade de discriminar entre diferentes tipos de situações e ajustar seu comportamento de acordo.

### Resolução de problemas
No caso da resolução de problemas, o pensamento visa alcançar um objetivo predefinido, superando certos obstáculos. Este processo muitas vezes envolve duas formas diferentes de pensamento. Por um lado, o pensamento divergente visa encontrar tantas soluções alternativas quanto possível. Por outro lado, o pensamento convergente tenta reduzir o leque de alternativas aos candidatos mais promissores. Alguns pesquisadores identificam várias etapas no processo de resolução de problemas. Estes passos incluem reconhecer o problema, tentar entender sua natureza, identificar critérios gerais que a solução deve e cumprir, decidir como esses critérios devem ser priorizados, monitorar o progresso e avaliar os resultados.
Uma distinção importante diz respeito ao tipo de problema que é enfrentado. Para problemas bem estruturados, é fácil determinar quais passos devem ser tomados para resolvê-los, mas executar esses passos ainda pode ser difícil. Para problemas mal estruturados, por outro lado, não está claro quais passos devem ser tomados, ou seja, não há uma fórmula clara que conduza ao sucesso se seguida corretamente. Neste caso, a solução às vezes vir em um lampejo de inspiração em que o problema é visto de repente sob uma nova luz. Outra maneira de categorizar diferentes formas de resolução de problemas é distinguir entre algoritmos e heurísticas. Um algoritmo é um procedimento formal no qual cada passo é claramente definido. Garante o sucesso se aplicado corretamente. A multiplicação longa geralmente ensinada na escola é um exemplo de um algoritmo para resolver o problema de multiplicar números grandes. As heurísticas, por outro lado, são procedimentos informais. São regras gerais grosseiras que tendem a aproximar o pensador da solução, mas o sucesso não é garantido em todos os casos, mesmo se seguidas corretamente. Exemplos de heurísticas são trabalhar para frente e trabalhar para trás. Estas abordagens envolvem planejar um passo de cada vez, seja começando no início e avançando ou começando no final e retrocedendo. Assim, ao planejar uma viagem, pode-se planejar as diferentes etapas da viagem da origem ao destino na ordem cronológica de como a viagem será realizada, ou na ordem inversa.
Obstáculos à resolução de problemas podem surgir da falha do pensador em levar em conta certas possibilidades, fixando-se em uma linha de ação específica. Há diferenças importantes entre como os novatos e os especialistas resolvem problemas. Por exemplo, os especialistas tendem a alocar mais tempo para conceituar o problema e trabalhar com representações mais complexas, enquanto os novatos tendem a dedicar mais tempo à execução de soluções putativas.

### Deliberação e decisão
A deliberação é uma forma importante de pensamento prático. Visa formular possíveis cursos de ação e avaliar seu valor considerando as razões a favor e contra eles. Isso envolve previsão para antecipar o que pode acontecer. Com base nesta previsão, diferentes cursos de ação podem ser formulados para influenciar o que vai acontecer. As decisões são uma parte importante da deliberação. Trata-se de comparar cursos de ação alternativos e escolher o mais favorável. A teoria da decisão é um modelo formal de como os agentes racionais ideais tomariam decisões. Baseia-se na ideia de que devem sempre escolher a alternativa com o maior valor esperado. Cada alternativa pode levar a vários resultados possíveis, cada um dos quais tem um valor diferente. O valor esperado de uma alternativa consiste na soma dos valores de cada resultado associado a ela multiplicado pela probabilidade de que este resultado ocorra. De acordo com a teoria da decisão, uma decisão é racional se o agente escolhe a alternativa associada ao maior valor esperado, avaliada a partir da perspectiva do próprio agente.
Vários teóricos enfatizam a natureza prática do pensamento, ou seja, que o pensamento é normalmente guiado por algum tipo de tarefa que visa resolver. Neste sentido, o pensamento tem sido comparado ao método de tentativa e erro que se observa no comportamento animal quando confrontado com um novo problema. Nesta visão, a diferença importante é que este processo acontece internamente como uma forma de simulação. Este processo é normalmente muito mais eficiente, pois uma vez que a solução é encontrada no pensamento, apenas o comportamento correspondente à solução encontrada deve ser realizado externamente e não todos os outros.

### Memória episódica e imaginação
Quando o pensamento é entendido em um sentido amplo, inclui tanto a memória episódica quanto a imaginação. Na memória episódica, eventos experimentados no passado são revividos. É uma forma de viagem mental no tempo na qual a experiência passada é reexperimentada. Mas isto não constitui uma cópia exata da experiência original, pois a memória episódica envolve aspectos e informações adicionais não presentes na experiência original. Isto inclui tanto um sentimento de familiaridade quanto informações cronológicas sobre o evento passado em relação ao presente. A memória visa representar como as coisas realmente foram no passado, em contraste com a imaginação, que apresenta objetos sem o objetivo de mostrar como as coisas realmente são ou foram. Devido a este elo perdido com a realidade, mais liberdade está envolvida na maioria das formas de imaginação: seu conteúdo pode ser livremente variado, alterado e recombinado para criar novos arranjos nunca antes experimentados. A memória episódica e a imaginação têm em comum com outras formas de pensamento que podem surgir internamente sem qualquer estimulação dos órgãos sensoriais. Mas ainda estão mais próximas da sensação que formas de pensamento mais abstratas, pois apresentam conteúdos sensoriais que, pelo menos em princípio, também poderiam ser percebidos.

### Pensamento inconsciente
O pensamento consciente é a forma paradigmática de pensar e é muitas vezes o foco da pesquisa correspondente. Mas foi argumentado que algumas formas de pensamento também acontecem no nível inconsciente. O pensamento inconsciente é o pensamento que acontece em segundo plano sem ser experimentado. Portanto, não é observado diretamente. Em vez disso, sua existência é geralmente inferida por outros meios. Por exemplo, quando alguém é confrontado com uma decisão importante ou um problema difícil, pode não ser capaz de resolvê-lo de imediato. Mas então, mais tarde, a solução pode aparecer de repente diante da pessoa, embora nenhum passo consciente de pensamento tenha sido dado em direção a esta solução nesse ínterim. Em tais casos, o trabalho cognitivo necessário para chegar a uma solução é muitas vezes explicado em termos de pensamentos inconscientes. A ideia central é que uma transição cognitiva aconteceu e precisamos postular pensamentos inconscientes para poder explicar como aconteceu.
Foi argumentado que os pensamentos conscientes e inconscientes diferem não apenas em sua relação com a experiência, mas também em suas capacidades. De acordo com os teóricos do pensamento inconsciente, por exemplo, o pensamento consciente se destaca em problemas simples com poucas variáveis, mas é superado pelo pensamento inconsciente quando problemas complexos com muitas variáveis estão envolvidos. Isto às vezes é explicado através da afirmação de que o número de itens em que se pode pensar conscientemente ao mesmo tempo é bastante limitado, enquanto o pensamento inconsciente carece de tais limitações. Mas outros pesquisadores rejeitaram a afirmação de que o pensamento inconsciente é muitas vezes superior ao pensamento consciente. Outras sugestões para a diferença entre as duas formas de pensamento incluem que o pensamento consciente tende a seguir leis lógicas formais, enquanto o pensamento inconsciente depende mais do processamento associativo, e que apenas o pensamento consciente é conceitualmente articulado e acontece através do meio da linguagem.

## Em várias disciplinas

### Biologia
Um neurônio (também chamado de célula nervosa) é uma célula excitável no sistema nervoso que processa e transmite informação por sinais eletroquímicos. Neurônios são o componente principal do cérebro, a medula espinhal dos vertebrados, Ventral nerve cord nos invertebrados, e os nervos periféricos. Existem vários tipos de neurônios especializados: neurônios sensoriais respondem ao toque, som, luz e outros numerosos estímulos que afetam as células dos órgãos sensoriais que então envia sinais para a medula espinhal e cérebro. Os neurônios motores recebem sinais do cérebro e da medula espinhal e causam a contração muscular e afetam glândulas. Interneurônios conectam neurônios a outros neurônios dentro do cérebro e medula espinhal. Neurônios respondem a estímulos, e comunicam a presença do estímulo para o sistema nervoso central, que processa a informação e envia uma resposta a outra parte do corpo para ação. Neurônios não passam por mitose, e usualmente não podem ser substituídos depois de destruídos, apesar de astrócitos terem sido observados se transformando em neurônios já que eles algumas vezes são pluripotentes.

### Psicologia
Psicólogos têm se concentrado no pensar como uma manifestação intelectual com objetivo de responder a uma questão ou a solução de um problema prático. Para Skinner, o pensamento pode ser compreendido como um comportamento privado, verbal ou não verbal, encoberto, ou seja, não manifesto no sentido de que não pode ser detectado por outras pessoas e, que necessita ser explicado ou deduzido.
A psicologia cognitiva é um ramo da psicologia que investiga os processos mentais internos como a resolução de problemas, memória, e linguagem.
A escola do pensamento surgida com esta aproximação é conhecida como cognitivismo, que está interessada em como as pessoas representam mentalmente o processamento da informação. Ela tem sua fundação na psicologia gestalt de Max Wertheimer, Wolfgang Köhler, e Kurt Koffka, e no trabalho de Jean Piaget, que providenciou a teoria dos estágios/fases que descrevem o desenvolvimento cognitivo das crianças. Psicólogos cognitivos usam aproximações psicofísicas e experimentais para entender, diagnosticar e solucionar problemas, se concentrando nos processos mentais que mediam entre o estímulo e a resposta. Segundo a teoria cognitiva a solução de problemas toma forma de regras algorítmicas que não são necessariamente compreensíveis mas que prometem uma solução, ou regras heurísticas que são compreensíveis mas que nem sempre garantem a solução. A ciência cognitiva se diferencia da psicologia cognitiva no sentido de implementar algoritmos que pretendem simular o comportamento humano nos computadores. Em outras instâncias, soluções podem ser encontradas através de insight, perceber de repente o relacionamento das coisas.
Id, ego e superego são as três partes do "aparato psíquico" definido por Sigmund Freud com seu modelo estrutural da psique; eles são teoricamente os três blocos fundamentais ao descrever a vida em termos de atividade e interação mental. De acordo com esse modelo, o instinto não-coordenado tende a ser o "id"; a parte realista e organizada da psiquê o "ego", e a função crítica e moral o "superego".
O inconsciente foi considerado por Freud através da evolução de sua teoria psicoanalítica a força senciente da vontade influenciada pelo desejo humano e ainda assim operando bem abaixo da percepção da mente consciente. Para Freud, o inconsciente é um armazenamento de desejos e necessidades movidas pelo instinto. Enquanto pensamentos passados e reminiscentes possam ser escondidos da consciência imediata, eles direcionam o pensamento e os sentimentos do indivíduo através do inconsciente.
Para psicoanalistas, o inconsciente não inclui tudo o que não é consciente, mas apenas o que é reprimido ativamente pelo pensamento consciente ou o que a pessoa é avers a pensar conscientemente. Esta visão coloca o indivíduo como sendo adversário de seu inconsciente, lutando para manter escondido o que está inconsciente. Se a pessoa sente dor, tudo o que ela pode pensar é aliviar a dor. Todos os seus desejos, para acabar com a dor ou aproveitar algo, comandam a mente a fazer algo. Para Freud, o inconsciente era um repositório de ideias e desejos não aceitáveis socialmente, memórias traumáticas, e emoções dolorosas deixadas de lado pela mente pelo mecanismo de repressão psicológica. Entretanto, o conteúdo não precisa ser necessariamente apenas negativo. Na visão psicanalítica, o inconsciente é a força que só pode ser reconhecida pelos seus efeitos - ele se expressa através dos sintomas.

### Sociologia
A psicologia social é o estudo de como as pessoas e grupos interagem. Acadêmicos nesta área interdisciplinar são tipicamente ou psicologistas ou sociologistas, apesar de todos os psicólogos sociais usarem tanto o indivíduo como o grupo como suas unidades de análise.
Apesar de suas similaridades, pesquisadores psicológicos e sociológicos tendem a diferenciar em suas metas, aproximações, métodos e terminologia. Eles também favorecem diferentes jornais acadêmicos e sociedades científicas. O maior período de colaboração entre sociologistas e psicologistas foi durante os anos imediatamente seguintes à Segunda Guerra Mundial. Apesar de ter havido um aumento no isolamento e especialização nos anos recentes, permanece um certo grau de sobreposição e influência entre as duas disciplinas.
O Inconsciente coletivo, às vezes conhecido como subconsciente coletivo, é um termo da psicologia analítica criado por Carl Jung. É parte da mente inconsciente, compartilhada por uma sociedade, pessoas, ou toda a humanidade, em um sistema interconectado que é o produto de toda a experiência comum e contêm conceitos como ciência, religião, e moral. Enquanto Sigmund Freud não distinguia entre a "psicologia individual" e a "psicologia coletiva", Jung distinguia o inconsciente coletivo do subconsciente pessoal particular de cada ser humano vivo. O inconsciente coletivo é também conhecido como "a reserva de experiência da nossa espécie".
No capítulo "Definições" do seminário de Jung Tipos Psicológicos, na definição de "coletivo" Jung se referiu a representações coletivas, termo cunhado por Levy-Bruhl no livro de 1910 How Natives Think. Jung dizia que era isso que descrevia o inconsciente coletivo. Freud, por outro lado, não aceitava a ideia de um inconsciente coletivo.

### Filosofia
| “ | O que é mais instigante nestes tempos instigantes é que ainda não estamos pensando. – Martin Heidegger | ” |

O movimento de fenomenologia na filosofia viu uma mudança radical na forma como entendemos o pensamento. A análise fenomenológica de Martin Heidegger da estrutura existencial do homem em Ser e Tempo lança uma nova luz sobre a questão do pensar, trazendo inquietação à cognição tradicional ou às interpretações racionais do homem que afetam o modo como entendemos o pensamento. A noção do papel fundamental da compreensão não cognitiva em tornar possível a consciência temática contribuiu na discussão em torno da inteligência artificial durante os anos 1970 e 1980.
A filosofia da mente é um ramo de ideias da filosofia analítica moderna que estuda a natureza da mente, os eventos mentais, funções mentais, propriedades mentais, consciência e seus relacionamentos com o corpo físico, particularmente o cérebro. O problema mente-corpo, isto é, o relacionamento entre  a mente e o corpo, é comumente visto como a questão central da filosofia da mente, apesar de haver outras questões envolvendo a natureza da mente que não envolvem sua relação com o corpo físico.
O problema corpo-mente se preocupa em explicar a relação que existe entre a mente, ou processo mental, e o estado ou processo do corpo. O principal objetivo dos filósofos que trabalham nesta área é determinar a natureza da mente e dos estados/processos mentais, e como - ou mesmo se - a mente é afetada pelo corpo e pode afetá-lo.
Nossas experiências perceptíveis dependem dos estímulos que chegam nos nossos vários órgãos sensoriais do mundo exterior e esses estímulos causam mudanças no nosso estado mental, nos fazendo sentir algo, o que pode ser bom ou ruim. O desejo de alguém por uma fatia de pizza, por exemplo, tende a fazer com que esta pessoa mova seu corpo de uma maneira e direção específica para obter o que ele quer.
A questão é, então, como pode ser possível que experiências conscientes surjam de uma massa de matéria cinzenta dotada de nada além de propriedades eletroquímicas. Um problema relacionado é o de explicar como as atitudes proposicionais de alguém (por exemplo, crenças e desejos) podem causar que os neurônios desse indivíduo trabalhem e seus músculos se contraiam exatamente da maneira correta. Esses são alguns dos enigmas que têm sido  enfrentados por epistemólogos e filósofos da mente desde pelo menos o tempo de René Descartes.

#### Fenomenologia
A fenomenologia é a ciência da estrutura e dos conteúdos da experiência. O termo "fenomenologia cognitiva" refere-se ao caráter experiencial do pensamento ou que se sente ao pensar. Alguns teóricos afirmam que não existe uma fenomenologia cognitiva distintiva. Em tal visão, a experiência de pensar é apenas uma forma de experiência sensorial. De acordo com uma versão, pensar envolve apenas ouvir uma voz internamente. De acordo com outra, não há experiência de pensar além dos efeitos indiretos que o pensamento tem na experiência sensorial. Uma versão mais fraca de tal abordagem permite que o pensamento possa ter uma fenomenologia distinta, mas afirma que o pensamento ainda depende da experiência sensorial porque não pode ocorrer por si só. Nesta visão, os conteúdos sensoriais constituem a base a partir da qual o pensamento pode surgir.
Um experimento mental frequentemente citado em favor da existência de uma fenomenologia cognitiva distinta envolve duas pessoas ouvindo um programa de rádio em francês, uma que entende francês e a outra que não. A ideia por trás deste exemplo é que ambos os ouvintes escutam os mesmos sons e, portanto, têm a mesma experiência não cognitiva. Para explicar a diferença, uma fenomenologia cognitiva distinta deve ser postulada: apenas a experiência da primeira pessoa tem este caráter cognitivo adicional, pois é acompanhada por um pensamento que corresponde ao significado do que é dito. Outros argumentos para a experiência de pensar concentram-se no acesso introspectivo direto ao pensamento ou no conhecimento que o pensador tem de seus próprios pensamentos.
Os fenomenólogos também se preocupam com os traços característicos da experiência de pensar. Fazer um juízo é uma das formas prototípicas da fenomenologia cognitiva. Envolve a agência epistêmica, na qual se considera uma proposição e evidências a favor e contra ela. Com base nesse raciocínio, a proposição é afirmada ou rejeitada. Às vezes, argumenta-se que a experiência da verdade é central para o pensamento, ou seja, que o pensamento visa representar como o mundo é. Compartilha esta característica com a percepção, mas difere dela na forma como representa o mundo: sem o uso de conteúdos sensoriais.
Um dos traços característicos frequentemente atribuídos ao pensamento e ao juízo é que são experiências predicativas, em contraste com a experiência pré-predicativa encontrada na percepção imediata. Nessa visão, vários aspectos da experiência perceptiva assemelham-se a juízos sem serem juízos no sentido estrito. Por exemplo, a experiência perceptiva da frente de uma casa traz consigo várias expectativas sobre aspectos da casa não vistos diretamente, como o tamanho e a forma de seus outros lados. Este processo é às vezes chamado de apercepção. Estas expectativas assemelham-se a juízos e podem estar erradas. Este seria o caso quando se descobrisse, ao caminhar ao redor da "casa", que não é uma casa, mas apenas uma fachada frontal de uma casa sem nada atrás dela. Neste caso, as expectativas perceptivas são frustradas e o perceptor fica surpreso. Há desacordo sobre se esses aspectos pré-predicativos da percepção regular devem ser entendidos como uma forma de fenomenologia cognitiva envolvendo o pensamento. Esta questão também é importante para compreender a relação entre pensamento e linguagem. A razão disso é que as expectativas pré-predicativas não dependem da linguagem, que às vezes é tomada como exemplo para o pensamento não linguístico. Vários teóricos argumentaram que a experiência pré-predicativa é mais básica ou fundamental, já que a experiência predicativa é, em certo sentido, construída sobre ela e, portanto, depende dela.
Outra forma como os fenomenólogos tentaram distinguir a experiência de pensar de outros tipos de experiências é em relação às intenções vazias, em contraste com as intenções intuitivas. Neste contexto, "intenção" significa que algum tipo de objeto é experimentado. Nas intenções intuitivas, o objeto é apresentado através de conteúdos sensoriais. As intenções vazias, por outro lado, apresentam seu objeto de forma mais abstrata sem a ajuda de conteúdos sensoriais. Assim, ao perceber um pôr-do-sol, ele é apresentado através de conteúdos sensoriais. O mesmo pôr-do-sol também pode ser apresentado de forma não intuitiva quando meramente se pensa nele sem a ajuda de conteúdos sensoriais. Nesses casos, as mesmas propriedades são atribuídas aos objetos. A diferença entre estes modos de apresentação não diz respeito às propriedades atribuídas ao objeto apresentado, mas a como o objeto é apresentado. Devido a esta coincidência, é possível que as representações pertencentes a diferentes modos se sobreponham ou divirjam. Por exemplo, ao procurar os óculos, pode-se pensar para si mesmo que os deixou na mesa da cozinha. Essa intenção vazia dos óculos sobre a mesa da cozinha se cumpre então intuitivamente quando se vê-los lá ao chegar na cozinha. Desta forma, uma percepção pode confirmar ou refutar um pensamento, dependendo de se as intuições vazias são cumpridas mais tarde ou não.

### Logosofia
A Logosofia, funciona em prol da auto-superação humana, por processos de evolução consciente, sabendo-se que a sabedoria soberana pertence a Deus. Considera os pensamentos entidades psicológicas autônomas que atuam, em geral, independentemente da vontade do indivíduo e gravitam sobre ele de forma muitas vezes despótica. Se geram na mente humana, onde nascem e cumprem suas funções sob a influência de estados psíquicos ou morais, próprios ou de outrem.
Sobre o ato de pensar, define-se como um esforço consciente que habilita uma função cerebral, para que a mente possa atuar, coordenando os elementos dispersos que entrarão na formação de um pensamento cuja solução se busca.[carece de fontes?]
Quanto à natureza e percepção dos pensamentos, Pecotche (2005, p. 55) afirma que:
| “ | Os pensamentos, apesar de sua imaterialidade, são tão visíveis e tangíveis como se fossem de natureza corpórea, já que, se é possível ver com os olhos e palpar com as mãos físicas a um ser ou objeto desta última manifestação, os pensamentos podem ser vistos com os olhos da inteligência e palpados com as mãos do entendimento, capazes de comprovar plenamente sua realidade subjetiva. | ” |

A Logosofia estabeleceu uma quádrupla e interdependente classificação de pensamentos, a saber:
- Por sua origem:
  - Próprios
  - Alheios
- Por seu valor:
  - Positivos
  - Negativos
- Por sua natureza:
  - Autônomos
  - Dependentes da inteligência e da vontade
- Pela área mental de influência ou gravitação sobre a vida do ser:
  - Intermitentes
  - Dominantes ou obsessivos

Esta é uma das formas de classificação logosófica mas não a única. Na Logosofia se mostra como de fundamental importância identificar e classificar os pensamentos, visto que efetuada tal classificação que a princípio se consiga fazer, já não será difícil proceder à sua seleção, e esta deverá ser seguida por uma superação constante de tais pensamentos, com base no estudo e nas experiências que surjam à medida que destes se faça uso no curso do processo de evolução que se inicia.

## Patologias
Os transtornos do pensamento podem ser divididos em transtornos de curso, de conteúdo do pensamento e, em certos casos se adiciona um terceiro grupo, os transtornos de vivência do pensamento.

### Transtornos no curso do pensamento
O curso do pensamento é o caminho que segue o pensamento para raciocinar, falar, informar, etc, e inclui a fluidez do pensamento, como se formulam, organizam, e apresentam os pensamentos de um indivíduo. Em todo raciocínio há um fio condutor que leva um pensamento a outro. Este fio pode conter falhas, que causam os transtornos no curso de pensamento.
Transtornos da velocidade
Os transtornos da velocidade incluem patologias que afetam a quantidade e a velocidade dos pensamentos. Seus principais transtornos são os seguintes:
- Taquipsiquia - aceleração do curso do pensamento;
- Fuga de ideias - caso extremo da Taquipsiquia, em que o pensamento parece saltar subitamente de um tema a outro;
- Bradipsiquia - lentificação do curso do pensamento;
- Bloqueio de pensamento, interrupção brusca do pensamento, o qual é reiniciado logo após retomando o curso anterior ou, o que é mais comum, um curso diferente.

Transtornos da forma
Os transtornos da forma propriamente dita incluem patologias de direcionalidade e a continuidade do pensamento. Os mais significativos incluem:
- Pensamento circunstancial: quando a informação compartilhada é excessiva, redundante e, geralmente, não relacionada com o tema;
- Pensamento divagatório;
- Pensamento tangencial:
- Pensamento prolixo: incapacidade de extrair os conteúdos mentais essenciais para alcançar a conclusão do pensamento: mas sem perda da ideia diretriz;
- Disgregação;
- Incoerência;
- Perseveração de pensamento: repetição periódica e automática de palavras relacionadas com a ideia diretriz, que são intercaladas no curso do pensamento interferindo no seu fluxo.
- Pensamento rígido: o curso é perturbado pela persistência de uma ideia que tem preferência e resistência em ser abandonada;
- Pensamento estereotipado: repetição de palavras ou frases que são intercaladas no curso do pensamento, não participam  do tema, não desviam e não interferem com a ideia diretriz. A fluidez do curso é normal;
- Pensamento verbigerado: repetição de palavras ou frases, que não participam do pensamento, de forma intempestiva e automática, sem sentido e sem lógica;
- Pensamento desagregado: perda da soberania da ideia diretriz.

### Transtornos de conteúdo de pensamento
Os principais transtornos incluem:
- Pensamento incoerente: decorre de uma alteração da consciência (diminuição da lucidez);
- Pensamento obsessivo;
- Pensamento delirante;
  - Percepção delirante: é a atribuição de um significado anormal a uma percepção normal;
  - Ocorrência delirante: resulta de uma crença puramente subjetiva sobre si mesmo e seus conteúdos podem ser místicos, de perseguição, de grandeza, de prejuízo, de ciúmes, de influência e de relação;
  - Reação deliróide: é baseada em um determinado e preciso estado de ânimo, a partir do qual se tornam compreensíveis a significação e as referências anormais.
- Preocupações;
- Ideias falsas: geralmente reversíveis;
- Ideias fóbicas;
- Pensamento mágico.

## Conceitos e teorias relacionados

### Leis do pensamento
Tradicionalmente, o termo "leis do pensamento" refere-se a três leis fundamentais da lógica: o princípio da não-contradição, o princípio do terceiro excluído e o princípio da identidade. Estas leis por si só não são suficientes como axiomas da lógica, mas podem ser vistas como precursoras importantes da axiomatização moderna da lógica. O princípio da não-contradição afirma que, para qualquer proposição, é impossível que tanto ela como sua negação sejam verdadeiras: {\displaystyle \lnot (p\land \lnot p)}. De acordo com o princípio do terceiro excluído, para qualquer proposição, ou ela ou seu oposto é verdadeira: {\displaystyle p\lor \lnot p}. O princípio da identidade afirma que qualquer objeto é idêntico a si mesmo: {\displaystyle \forall x(x=x)}. Há diferentes concepções de como as leis do pensamento devem ser entendidas. As interpretações mais relevantes para o pensamento são entendê-las como leis prescritivas de como se deve pensar ou como leis formais de proposições que são verdadeiras apenas por causa de sua forma e independentemente de seu conteúdo ou contexto. As interpretações metafísicas, por outro lado, as veem como expressando a natureza do "ser como tal".
Embora haja uma aceitação muito ampla destas três leis entre os lógicos, elas não são universalmente aceitas. Aristóteles, por exemplo, sustentava que há alguns casos em que o princípio do terceiro excluído é falsa. Isto diz respeito principalmente a eventos futuros incertos. Em sua opinião, atualmente "não é nem verdadeiro nem falso que amanhã haverá uma batalha naval". A lógica intuicionista moderna também rejeita o princípio do terceiro excluído. Esta rejeição baseia-se na ideia de que a verdade matemática depende da verificação através de uma prova. O princípio falha para casos em que tal prova não é possível, que existem em todos os sistemas formais suficientemente fortes, de acordo com os teoremas de incompletude de Gödel. Os dialeteístas, por outro lado, rejeitam o princípio da não-contradição, sustentando que algumas proposições são tanto verdadeiras quanto falsas. Uma motivação desta posição é evitar certos paradoxos na lógica clássica e na teoria dos conjuntos, como o paradoxo do mentiroso e o paradoxo de Russell. Um de seus problemas é encontrar uma formulação que contorne o princípio da explosão, ou seja, que qualquer coisa decorre de uma contradição.
Algumas formulações das leis do pensamento incluem uma quarta lei: o princípio de razão suficiente. Afirma que tudo tem uma razão, fundamento ou causa suficiente. Está intimamente ligado à ideia de que tudo é inteligível ou pode ser explicado em referência a sua razão suficiente. De acordo com essa ideia, deveria haver sempre uma explicação completa, pelo menos em princípio, para questões como porque o céu é azul ou porque a Segunda Guerra Mundial aconteceu. Um problema para incluir este princípio entre as leis do pensamento é que ele é um princípio metafísico, a diferença das outras três leis, que pertencem principalmente à lógica.

### Pensamento contrafactual
O pensamento contrafactual envolve representações mentais de situações e eventos não reais, ou seja, do que é "contrário aos fatos". Geralmente é condicional: visa avaliar qual seria o caso se uma determinada condição tivesse obtida. Neste sentido, tenta responder a perguntas do tipo "que aconteceria se". Por exemplo, pensar após um acidente que se estaria morto se não tivesse usado o cinto de segurança é uma forma de pensamento contrafactual: assume, ao contrário dos fatos, que não usou o cinto de segurança e tenta avaliar o resultado deste estado de coisas. Neste sentido, o pensamento contrafactual é normalmente contrafactual apenas em um pequeno grau, já que apenas alguns fatos são alterados, como os relativos ao cinto de segurança, enquanto a maioria dos outros fatos são mantidos, como aquele que a pessoa estava dirigindo, seu gênero, as leis da física, etc. Quando entendido no sentido mais amplo, há formas de pensamento contrafactual que não envolvem nada contrário aos fatos em absoluto. Este é o caso, por exemplo, quando se tenta antecipar o que pode acontecer no futuro se ocorrer um evento incerto e esse evento realmente ocorre mais tarde e traz consigo as consequências antecipadas. Neste sentido mais amplo, o termo "condicional subjuntivo" (subjunctive conditional) é às vezes usado em vez de "condicional contrafactual" (counterfactual conditional). Mas os casos paradigmáticos do pensamento contrafactual envolvem alternativas a eventos passados.
O pensamento contrafactual desempenha um papel importante, pois avaliamos o mundo ao nosso redor não apenas pelo que realmente aconteceu, mas também pelo que poderia ter acontecido. Os seres humanos têm uma tendência maior a se envolver no pensamento contrafactual depois que algo ruim aconteceu por causa de algum tipo de ação que o agente realizou. Neste sentido, muitos arrependimentos estão associados ao pensamento contrafactual no qual o agente contempla como um resultado melhor poderia ter sido obtido se tivesse agido de forma diferente. Estes casos são conhecidos como contrafactuais ascendentes, em contraste com os contrafactuais descendentes, nos quais o cenário contrafactual é pior que a realidade. O pensamento contrafactual ascendente é geralmente experimentado como desagradável, já que apresenta as circunstâncias reais sob uma luz ruim. Isto contrasta com as emoções positivas associadas ao pensamento contrafactual descendente. Mas ambas as formas são importantes, pois é possível aprender com elas e ajustar o comportamento de acordo para obter melhores resultados no futuro.

### Experiências mentais
Os experimentos mentais envolvem pensar em situações imaginárias, muitas vezes com o objetivo de investigar as possíveis consequências de uma mudança na sequência real de eventos. É uma questão controversa até que ponto os experimentos mentais devem ser entendidos como experimentos reais. São experimentos no sentido de que uma determinada situação é criada e se tenta aprender com essa situação entendendo o que se segue dela. Eles diferem dos experimentos regulares na medida em que a imaginação é usada para criar a situação e o raciocínio contrafactual é empregado para avaliar o que se segue dela, em vez de criá-la fisicamente e observar as consequências através da percepção. O raciocínio contrafactual, portanto, desempenha um papel central nos experimentos de pensamento.
O argumento do quarto chinês é um famoso experimento mental proposto por John Searle. Envolve uma pessoa sentada em um quarto fechado, encarregada de responder a mensagens escritas em chinês. Essa pessoa não sabe chinês, mas tem um livro de regras gigante que especifica exatamente como responder a qualquer mensagem possível, semelhante a como um computador reagiria às mensagens. A ideia central desse experimento mental é que nem a pessoa nem o computador entendem chinês. Desta forma, Searle pretende mostrar que os computadores carecem de uma mente capaz de formas mais profundas de compreensão, apesar de agir de forma inteligente.
Os experimentos mentais são empregados para vários propósitos, por exemplo, para entretenimento, educação ou como argumentos a favor ou contra teorias. A maioria das discussões se concentra em seu uso como argumentos. Este uso é encontrado em campos como a filosofia, as ciências naturais e a história. É controverso, pois há muita discordância sobre o estado epistêmico dos experimentos mentais, ou seja, quão confiáveis eles são como evidências para apoiar ou refutar uma teoria. Central para a rejeição desse uso é o fato de que eles pretendem ser uma fonte de conhecimento sem a necessidade de deixar a poltrona em busca de novos dados empíricos. Os defensores dos experimentos mentais geralmente afirmam que as intuições que subjazem e guiam os experimentos mentais são, pelo menos em alguns casos, confiáveis. Mas os experimentos mentais também podem falhar se não forem devidamente apoiados por intuições ou se forem além do que as intuições suportam. Neste último sentido, às vezes são propostos contraexperimentos mentais que modificam ligeiramente o cenário original para mostrar que as intuições iniciais não podem sobreviver a esta mudança. Várias taxonomias de experimentos mentais foram sugeridas. Eles podem ser distinguidos, por exemplo, por se são bem ou mal sucedidos, pela disciplina que os utiliza, por seu papel em uma teoria, ou por se aceitam ou modificam as leis reais da física.

### Pensamento crítico
O pensamento crítico é uma forma de pensamento razoável, reflexiva e focada em determinar o que acreditar ou como agir. Adere a vários padrões, tais como clareza e racionalidade. Neste sentido, envolve não apenas processos cognitivos que tentam resolver o problema em questão, mas, ao mesmo tempo, processos metacognitivos assegurando que ele cumpra seus próprios padrões. Isto inclui avaliar tanto que o raciocínio em si é sólido quanto que a evidência em que se baseia é confiável. Isto significa que a lógica desempenha um papel importante no pensamento crítico. Trata-se não apenas da lógica formal, mas também da lógica informal, especificamente para evitar várias falácias informais devido a expressões vagas ou ambíguas na linguagem natural. Não existe uma definição standard geralmente aceita de "pensamento crítico", mas há uma sobreposição significativa entre as definições propostas em sua caracterização do pensamento crítico como cuidadoso e direcionado a objetivos. De acordo com algumas versões, apenas as próprias observações e experimentos do pensador são aceitos como evidência no pensamento crítico. Alguns o restringem à formação de juízos, mas excluem a ação como seu objetivo.
Um exemplo concreto cotidiano de pensamento crítico, devido a John Dewey, envolve observar bolhas de espuma movendo-se em uma direção contrária às expectativas iniciais. O pensador crítico tenta encontrar várias explicações possíveis deste comportamento e depois modifica ligeiramente a situação original para determinar qual é a explicação correta. Mas nem todas as formas de processos cognitivamente valiosos envolvem o pensamento crítico. Chegar à solução correta de um problema seguindo cegamente os passos de um algoritmo não se qualifica como pensamento crítico. O mesmo é verdade se a solução for apresentada ao pensador em um súbito lampejo de inspiração e aceita de imediato.
O pensamento crítico desempenha um papel importante na educação: fomentar a capacidade do aluno de pensar criticamente é muitas vezes visto como um objetivo educacional importante. Neste sentido, é importante transmitir não apenas um conjunto de crenças verdadeiras ao aluno, mas também a capacidade de tirar suas próprias conclusões e de questionar crenças preexistentes. As habilidades e disposições aprendidas desta maneira podem beneficiar não apenas o indivíduo, mas também a sociedade em geral. Os críticos da ênfase no pensamento crítico na educação argumentam que não há uma forma universal de pensamento correto. Em vez disso, afirmam que assuntos diferentes dependem de padrões diferentes e a educação deveria se concentrar em transmitir essas habilidades específicas do assunto em vez de tentar ensinar métodos universais de pensamento. Outras objeções baseiam-se na ideia de que o pensamento crítico e a atitude subjacente a ele envolvem vários vieses injustificados, como egocentrismo, objetividade distanciada, indiferença e uma ênfase excessiva do teórico em contraste com o prático.

### Pensamento positivo
O pensamento positivo é um tema importante na psicologia positiva. Envolve concentrar a atenção nos aspectos positivos da situação e, assim, retirar a atenção de seus lados negativos. Isto é geralmente visto como uma perspectiva global que se aplica especialmente ao pensamento, mas também inclui outros processos mentais, como o sentimento. Neste sentido, está intimamente relacionado ao otimismo. Inclui a expectativa de que coisas positivas aconteçam no futuro. Essa perspectiva positiva torna mais provável que as pessoas tentem alcançar novos objetivos. Também aumenta a probabilidade de continuar a lutar por objetivos preexistentes que parecem difíceis de alcançar, em vez de simplesmente desistir.
Os efeitos do pensamento positivo ainda não são exaustivamente pesquisados, mas alguns estudos sugerem que há uma correlação entre o pensamento positivo e o bem-estar. Por exemplo, estudantes e mulheres grávidas com uma perspectiva positiva tendem a lidar melhor com situações estressantes. Isto às vezes é explicado apontando que o estresse não é inerente a situações estressantes, mas depende de como o agente interpreta a situação. Portanto, o estresse reduzido pode ser encontrado em pensadores positivos porque eles tendem a ver tais situações de uma forma mais positiva. Mas os efeitos também incluem o domínio prático em que os pensadores positivos tendem a empregar estratégias de enfrentamento mais saudáveis quando confrontados com situações difíceis. Isso afeta, por exemplo, o tempo necessário para se recuperar totalmente das cirurgias e a tendência de retomar o exercício físico depois.
Mas foi argumentado que se o pensamento positivo realmente leva a resultados positivos depende de vários outros fatores. Sem esses fatores, pode levar a resultados negativos. Por exemplo, a tendência dos otimistas de continuar se esforçando em situações difíceis pode sair pela culatra se o curso dos eventos estiver fora do controle do agente. Outro perigo associado ao pensamento positivo é que ele pode permanecer apenas no nível de fantasias irrealistas e, assim, não fazer uma contribuição prática positiva à vida do agente. O pessimismo, por outro lado, pode ter efeitos positivos, pois pode mitigar as decepções ao antecipar falhas.
O pensamento positivo é um tema recorrente na literatura de autoajuda. Aqui, muitas vezes se afirma que se pode melhorar significativamente a vida tentando pensar positivamente, mesmo que isso signifique fomentar crenças contrárias às evidências. Tais afirmações e a eficácia dos métodos sugeridos são controversas e são criticadas devido à sua falta de evidência científica. No movimento do Novo Pensamento, o pensamento positivo figura na lei da atração, a afirmação pseudocientífica de que os pensamentos positivos podem influenciar diretamente o mundo externo, atraindo resultados positivos.